# Oberöd (Obertaufkirchen)
Oberöd ist ein Ortsteil in der Gemeinde Obertaufkirchen im oberbayerischen Landkreis Mühldorf am Inn.

## Lage
Die Einöde Oberöd liegt 1 km nordwestlich von Oberornau an der Verbindungsstraße Oberornau–Schwindkirchen.

## Bevölkerungsentwicklung
Im Jahr 1871 lebten sechs Einwohner in Oberöd. In der Zwischenkriegszeit zwischen dem Ersten und Zweiten Weltkrieg stieg die Bevölkerungszahl auf elf Einwohner. Im Mai 1987 gab es dort vier Einwohner in einem Wohngebäude.
| Jahr      | 1871 | 1925 | 1950 | 1970 | 1987 |
| Einwohner | 6    | 11   | 11   | 5    | 4    |